# Do Not Hesitate
Do Not Hesitate ist ein Thriller von Shariff Korver, der im Juni 2021 beim Tribeca Film Festival seine Premiere feierte und am 11. November 2021 in die niederländischen Kinos kam. Do Not Hesitate wurde von den Niederlanden als Beitrag für die Oscarverleihung 2022 in der Kategorie Bester Internationaler Film eingereicht.

## Handlung
Die drei jungen Soldaten Erik, Roy und Thomas befinden sich auf einer Friedensmission im Nahen Osten. Weil ihr Lastwagen in dem niederländischen Militärkonvoi eine Panne hat, werden sie von ihrem Vorgesetzten angewiesen bei dem Fahrzeug zu bleiben, bis man Hilfe geholt hat.
Sie warten in der sengenden Hitze mitten in der Wüste auf das Reparaturteam und reagieren, nun völlig auf sich allein gestellt, äußerst nervös auf jedes Geräusch. Sie schießen auf eine Ziege, die sich im Gebüsch versteckt, weil sie glauben, es sei ein Feind. Der 14-jährige Khalil, dem die Ziege gehörte, fordert von ihnen nun eine Entschädigung. Weil sie kein Wasser mehr haben, müssen sie dem Jungen in das Feindesgebiet folgen, ohne zu wissen, ob sie ihm vertrauen können.

## Produktion

### Filmstab und Besetzung
Bei Do Not Hesitate handelt es sich um den zweiten Spielfilm des Regisseurs Shariff Korver. Seinen ersten Film Infiltrant stellte er 2014 vor. Korver hatte zehn Jahre vor der Realisierung von Do Not Hesitate einen Artikel über niederländische Soldaten in der Zeitung gelesen, der ihn zum Thema führte. Korver wollte zeigen, wie Soldaten vielleicht physisch unversehrt aus einem Kriegseinsatz zurückkehren, nicht jedoch psychisch und wie Traumata entstehen. Er wollte den Zuschauer nur so wenig wissen lassen, wie die jungen Soldaten, was die Situation für diese während des Kriegseinsatzes zusätzlich kompliziert gestaltet. Das Drehbuch schrieb Jolein Laarman.
Omar Alwan spielt den jungen einheimischen Jungen namens Khalil. Korver hatte beschlossen, sich erst auf die Suche nach dem Darsteller zu begeben und die Handlung im Drehbuch an dessen Herkunftsort anzupassen, in diesem Fall war dies Syrien. Erik, Roy und Thomas, die drei junge Soldaten, werden von Joes Brauers, Spencer Bogaert und Tobias Kersloot gespielt. Brauers, ein Niederländer, spielte zuvor in den Filmen Das große Geheimnis, De Oost und Quo Vadis, Aida? Bogaerts, ein belgischer Schauspieler, letzte größere Filmrolle erhielt er in Der menschliche Faktor, Kersloot war überwiegend in Serien zu sehen.

### Dreharbeiten
Da er in Gesprächen von Soldaten erfahren hatte, dass diese die Bevölkerung in Afghanistan wie Außerirdische wahrgenommen hatte, wollte Korver einen Drehort finden, der wie der Mars oder der Mond wirkt und drehte in einem kleinen Bergdorf in Griechenland. Auch die Szene im Wasser wurde in Griechenland gedreht. Meist waren Verwandte von Omar Alwan anwesend. Als Kameramann fungierte Nadim Carlsen, für das Szenenbild zeichnete Roland Mylanus verantwortlich. Das Militärfahrzeug führten sie aus Rumänien ein und bauten es so um, dass es wie ein niederländisches Fahrzeug wirkte.

### Veröffentlichung
Die Weltpremiere erfolgte am 14. Juni 2021 beim Tribeca Film Festival. Im Oktober 2021 wurde er beim San Diego International Film Festival und beim Film Festival Cologne gezeigt. Am 11. November 2021 kam der Film in die niederländischen Kinos. Im März 2022 wurde der Film beim Luxembourg City Film Festival gezeigt und im April 2022 beim Atlanta Film Festival.

## Rezeption

### Kritiken
Chris Frieswijk vom Online-Filmmagazin Cineuropa schreibt, Shariff Korver sei mit Do Not Hesitate ein packender Film gelungen, in dem man als Zuschauer Zeuge davon werde, wie ein Trauma entsteht. Obwohl die Protagonisten drei Soldaten sind, handele es sich nicht um einen klassischen Kriegsfilm, niemand sterbe und es gebe kaum Schüsse während der gesamten 90 Minuten Laufzeit. Das Drama entfalte sich stattdessen in den Köpfen der jungen niederländischen Soldaten Eric, Roy und Thomas, die während ihre Militärmission einer Extremsituation ausgesetzt sind, und zeige, wie diese bei ihnen Stress verursacht und auf welche Weise sie mit der Situation umgehen.

### Auszeichnungen
Do Not Hesitate wurde von den Niederlanden als Beitrag für die Oscarverleihung 2022 in der Kategorie Bester Internationaler Film eingereicht.
Atlanta Film Festival 2022
- Nominierung im Cinematography Competition[13]

Tribeca Film Festival 2021
- Nominierung im  International Narrative Competition[6]